# Аркинський сільський округ
А́ркинський сільський округ (каз. Арқа ауылдық округі, рос. Аркинский сельский округ) — адміністративна одиниця у складі Камистинського району Костанайської області Казахстану. Адміністративний центр та єдиний населений пункт — село Арка.
Населення — 1236 осіб (2021; 1930 у 2009, 2051 у 1999, 2652 у 1989).
Станом на 1989 рік існувала Краснооктябрська сільська рада (селища Кожа, Краснооктярський, Ушколь); Красногорська сільська рада (село Красногорськ) перебувала у складі Лисаковської міської ради обласного підпорядкування. Після 1999 року Краснооктябрський сільський округ перейменовано в Аркинський. Село Ушколь ліквідовано 2009 року, Аркинський сільський округ перетворено в сільську адміністрацію. 2022 року Аркинська сільська адміністрація Камистинського району та Красногорська сільська адміністрація Лисаковської міської адміністрації були об'єднані в Аркинський сільський округ.

## Склад
До складу округу входять такі населені пункти:
| Населений пункт     | Старі назви       | Населення, осіб (1989) | Населення, осіб (1999) | Населення, осіб (2009) | Населення, осіб (2021) |
| ------------------- | ----------------- | ---------------------- | ---------------------- | ---------------------- | ---------------------- |
| Арка, село          | Краснооктябрський | 1734                   | 1496                   | 1585                   | 1159                   |
| Кожа, селище        | -                 | 149                    | -                      | -                      | -                      |
| Красногорське, село | Красногорськ      | 610                    | 509                    | 345                    | 77                     |
| Ушколь, село        | -                 | 159                    | 46                     | -                      | -                      |